# Jimmy Neighbour
Jimmy Neighbour (Chingford, 1950. november 15. – London, 2009. április 11.) korábbi profi angol labdarúgó. Játszott a Tottenham Hotspur, a Norwich City, a West Ham United és a Seattle Sounders csapataiban.

## Pályafutása játékosként
Neighbour tanulóként érkezett a Tottenham-hez 1968 novemberében. Első profi mérkőzését a Stoke City ellen játszotta a White Hart Lane-en 1970 októberében. Jobbszélsőként játszott a csapatban, aki képes volt megverni a védőket. A Spurs-ben összesen 156 mérkőzésen játszott, ebből 22-n csereként, és 11 gólt szerzett 1970 és 1976 között. Pályafutásának tetőpontja a klubnál a Ligakupa megnyerése volt 1971-ben. 1976 szeptemberében igazolt a Norwich City-hez 75,000 fontért. 106 mérkőzésen játszott és öt gólt szerzett a Carrow Road csapatának 1976 és 1979 között. Ezután a West Ham United igazolta le 150,000 fontért 1979 szeptemberében, ahol 97 mérkőzésen játszott és hatszor volt eredményes. Neighbour kölcsönben szerepelt a Bournemouth csapatánál 1983-ban, itt hat mérkőzésen lépett pályára.

## Pályafutása edzőként
Miután Neighbour visszavonult az aktív játéktól, az Enfield edzője lett, a csapat 1988-ban megnyerte az FA Trophy-t. Ezután a West Ham Unitednél tevékenykedett, majd a Doncaster Rovers segédedzője lett. Neighbour további két évet töltött a St Albans City menedzsereként, később pedig a Tottenham Hotspur U17-es csapatának edzője volt a Spurs akadémiáján.

## Halála
Jimmy Neighbour 2009. április 11-én, szombaton hunyt el szívinfarktus következtében az otthonában Woodford Greenben, Londonban.

## Sikerei, díjai
Tottenham Hotspur
- 1971-es ligakupa-döntő: Győztes

## Külső hivatkozások
- Játékosprofilja
- Képek Jimmy Neighbour-ról
- West Ham statisztikák
- The East Anglia derby
- Post War English & Scottish Football League A - Z Player's Database
- NASL statisztikák